# Vinicio Brandani
Vinicio Brandani (Popoli, 20 aprile 1925 – Ancona, 19 luglio 2023) è stato un ingegnere e astrologo italiano.

## Biografia
Laureato in Ingegneria elettrotecnica all'Università di Roma nel 1950, libero docente di Trazione elettrica, fu professore di ruolo associato di Tecnica ed Economia dei trasporti e di Teoria e Tecnica della circolazione stradale all'Università di Firenze fino al 1997. Fu supervisore come sistemista tecnologo per le tranvie veloci di Sassari, Cagliari e Palermo, responsabile per il materiale rotabile e gli impianti dei collaudi delle ferrovie in concessione (ex Legge 910), componente del gruppo di progettazione delle porte del T.A.F. e dei nuovi tram dell'ATM di Torino. Dal 1973 al 1983 fu dapprima direttore tecnico e quindi vice direttore generale dell'ATAF di Firenze. Come libero professionista fu più volte incaricato dal Ministero degli affari esteri e dal Ministero dei trasporti italiani, dalla Banca Mondiale di far parte come esperto per il materiale rotabile ed i sistemi di trasporto e logistici di team internazionali per la progettazione, realizzazione e sviluppo di linee ferroviarie in Etiopia, Madagascar, Tanzania, Uganda, Colombia, Tunisia, Arabia Saudita, Nicaragua e Argentina. Era uno dei membri scientifici del gruppo di ricerca voluto dall'Università di Firenze e dalla Fondazione "Progettare Firenze" per una "Micrometropolitana" nel capoluogo toscano.
Fu autore di 85 pubblicazioni sui trasporti, il 60% delle quali di argomento ferroviario, apparse tutte su atti di convegni e/o su riviste nazionali e internazionali.
In tarda età si occupò di numerologia e astrologia. Scrisse un saggio sulla magia dei numeri, illustrando la seduzione dei rovesci nelle iterazioni alterne. Sviluppò un nuovo oroscopo partendo dai "numeri del destino" per mezzo dei quali predire salute, affetti, opportunità.

## Opere principali
- Condizioni di marcia dei carri a lungo passo sugli sghembi di binario, vincitrice dell'8º Concorso Nazionale Premio Mallegori 1965 CIFI
- L'esercizio nelle ferrovie del terzo mondo e Potenziamento della capacità di trasporto di linee ferroviarie: aspetti tecnici ed economici nei paesi in via di sviluppo, vincitrici del Premio Corbellini 1984 al XXXII Convegno Internazionale delle Comunicazioni di Genova.
- Autooscillazioni (broutage) nelle trasmissioni delle locomotive ad assi accoppiati elasticamente, vincitrice del 14º Concorso nazionale Premio Mallegori 1988 CIFI.